# Nintama Rantarō
Nintama Rantarō (忍たま乱太郎 lit. Rantarō, el niño ninja?), en España Rantaró, el Ninja Boy, es una serie de anime producida por la cadena de televisión NHK, basada en el manga Rakudai Ninja Rantarō de Sōbe Amako. Transmitida desde 10 de abril de 1993 hasta la actualidad por NHK, con más de 2500 episodios.
En julio de 2011, se lanzó una versión cinematográfica de acción real dirigida por Takashi Miike titulada Ninja Kids!!! (en japonés: 忍たま乱太郎, Nintama Rantarô?),y el 6 de julio de 2013 una secuela titulada Ninja Kids!!! Summer Mission Impossible! (en japonés: 忍たま乱太郎 夏休み宿題大作戦! の段,  Nintama Rantarô Natsuyasumi Shukudai Daisakusen! no Dan?) dirigida por Ryuta Tasaki.

## Argumento
Rantarō es el hijo de un ninja de segunda generación, al igual que sus abuelos y tatarabuelos. Su padre cansado de vivir en una familia de ninjas comunes y corrientes, decide enviar a Rantaro a una escuela especial para que este se convierta en un ninja de élite y brindar honor a su familia. Pero en la escuela no sólo aprenden los niños, sino que también hay niñas lo cual provoca más situaciones divertidas entre ellos.
Cuando Rantaro y los suyos empiezan en el duro arte del ninja, descubren que no es tan fácil como se les antojaba pues tienen que aprender un manual de supervivencia y técnicas especiales para ser los mejores. Pero, aunque sus profesores ponen todo su empeño, ellos tres son los más torpes de toda la escuela. Debido a su estatus de ninja en la escuela, ésta no está exenta de personajes malvados que tratarán incluso de echarles la escuela a bajo.

## Personajes
Rantarō Inadera (猪名寺 乱太郎 Inadera Rantarō?)
Voz por: Minami Takayama
Es el personaje principal de la serie. Es pelirrojo, lleva gafas y tiene 10 años. Tiene muy mala visión pero se destaca en su gran velocidad, ya que puede correr 100 metros en 10 segundos. Procura ser el más centrado de sus dos compañeros pero le resulta difícil aprender las técnicas. Cuando sobresale en alguna misión, es por su intuición, pues pocas veces se deja llevar por las normas, las cuales apenas si recuerda. Rantaro proviene de una familia de campesinos pobres, y es su madre quien se ocupa de las tareas si su marido está en misión especial, lo cual son pocas veces. Su padre es un ninja y su madre es una kunoichi, pero son solo ninjas de segunda fila.
Kirimaru Settsuno (摂津のきり丸 Settsu no Kirimaru?)
Voz por: Mayumi Tanaka
El segundo protagonista de la historia, tiene 10 años. Tiene el pelo azul y largo. Es también el más alto de los tres. Kirimaru quedó huérfano luego de perder a su familia en la guerra, por lo que se queda a vivir con su profesor Doi Hansuke, quien además lo ayuda con los trabajos al sentir lastima por Kirimaru y muchas veces pierde la paciencia por la sobrecarga de quehaceres. Kirimaru decide entrar a la Escuela de ninjas para convertirse en un ninja de élite y así ganar mucho dinero para hacerse rico. Lo que más le gusta es el dinero y siempre está cargado de trabajos, aunque nunca quiere dar sus servicios a cambio de nada, siempre acaba por hacerlo sin ver ni una moneda. Una de sus características es que al oír la palabra “recompensa”, “dinero” o “cobrar”, se le convierten los ojos en monedas y desarrolla los clavos de su dentadura al estilo vampiresco. Es un tacaño empedernido, tanto, que siempre que juegan al “piedra, papel o tijeras” pierde por no abrir nunca el puño.
Shinbee Fukutomi (福富 しんべヱ Fukutomi Shinbee?)
Voz por: Teiyū Ichiryūsai
Es el tercer personaje principal, tiene 10 años. Se caracteriza por ser el más bajito y regordete de toda la clase de principiantes. Tiene los ojos muy pequeños y unas cejas grandes y negras. Es muy poco atento en clase, se duerme casi siempre lo cual provoca las risotadas de sus compañeros y la ira de sus profesores. De hecho tiene un don para dormirse en todas partes e incluso de pie. También tiene un pelo tan rebelde que llega a ser tan duro como el acero, por lo que siempre tiene que aplicarse cremas en el pelo antes de dormir. Una de sus características es que siempre tiene la nariz con mocos, más de una vez ha llenado a sus amigos y profesores de esos fluidos los cuales a veces resultan ser útiles a la hora de combatir contra un enemigo. Shinbe decidió hacerse ninja por aburrimiento de su vida tan regalada, pues es hijo de un rico comerciante viudo que le da todos sus caprichos. Shinbe está enamorado de Shige, una de las integrantes del trío kunoichi.
Shouzaemon Kuroki (黒木 庄左ヱ門 Kuroki Shouzaemon?)
Voz por: Mami Matsui (temporadas 1-11), Saori Higashi (temporada 12 en adelante)
Él es el presidente de la clase de Rantarō, es también el más inteligente y aplicado por lo que a veces puede llegar a ser un poco presumido.
Kisanta Yamamura (山村 喜三太 Yamamura Kisanta?)
Voz por: Tomiko Suzuki (temporadas 1-11), Saori Sugimoto (temporada 12 en adelante)
Kisanta es un niño muy optimista y se destaca por una afición la cual la mayoría en la Escuela de ninjas encuentra desagradable: Coleccionar y criar babosas las cuales cuida como si fueran su familia.
Kingo Minamoto (皆本 金吾 Minamoto Kingo?)
Voz por: Kumiko Watanabe
Kingo llegó a la Escuela de ninjas buscando venganza por el asesinato de su padre. Luego se entera de que su padre está vivo y que este fingió estar muerto para que su hijo se volviera más valiente e independiente. Al final termina uniéndose a la escuela.
Danzō Katō (加藤 団蔵 Katō Danzō?)
Voz por: Hiroko Emori
Es hijo de un comerciante y a veces lo ayuda con el trabajo. Ocasionalmente su padre hace negocios con el padre de Shinbe.
Sanjirō Yumesaki (夢前 三治郎 Yumesaki Sanjirō?)
Voz por: Hiroko Emori, Atsuko Mine (temporada 2)
Sanjiro aparte de ser aprendiz de ninja, es también aprendiz de monje.
Heidayū Sasayama (笹山 兵太夫 Sasayama Heidayū?)
Voz por: Akiko Muta, Hiroko Emori (temporada 1)
Es un aficionado a las trampas, tanto así que su habitación entera esta llena de trampas.

### Secundarios
- Yuki: Ella es la líder del trío kunoichi, es pelirroja, tiene 11 años y proviene de una familia muy rica. A diferencia de Rantaro, Shinbe y Kirimaru las kunoichi son muy hábiles e inteligentes por lo que siempre les gusta gastarle bromas pesadas a los chicos.

- Shige Ookawa: Es parte del trío de kunoichi y tiene 11 años, es también la nieta del director de la escuela y lo que más le gusta es sonarle la nariz a Shinbe, de quien está enamorada. Ambos siempre se hablan de forma muy romántica.

- Tomomi : Ella es otra integrante del trío de las kunoichi, tiene 11 años.

- Yamada Denzo: El profesor Denzo es el más mayor de todos los del plantel y tiene una cara como una máscara de carnaval. Está casado y tiene un hijo, Rikichi, un ninja de élite, que al darse a conocer provocó gran confusión entre sus alumnos debido a que su hijo es mucho más guapo que su padre. Denzo tiene una afición muy conocida de disfrazarse de mujer.

- Doi Hansuke: El señor Hansuke es el más joven y el que más pelea con los niños para que aprendan. Es un hombre muy optimista, pero también un poco inexperto en su oficio y suele hacer tándem con Denzo para suplirlo, generalmente acabando peleándose. Está soltero, vive como puede y durante las vacaciones se ocupa de Kirimaru. La razón por la cual cuida de Kirimaru es porque Hansuke tuvo el mismo pasado que el, perdió a su familia durante la guerra.

- Yamamoto Shina: Es la instructora de las kunoichi. Es un personaje caracterizado por realizar un doble papel con dos personalidades distintas: una viejecita adorable o una mujer-ninja esbelta y joven.

- El Director: Su nombre es Heijiuzumasa Ookawa. Él es un venerable anciano que sólo se dedica a tomar el té y dormir. Durante su juventud fue un ninja de élite, aunque los personajes no suelen creérselo debido a la apariencia campechana del director.

- Hem-Hem: Es el perro ninja del director. No sólo lleva el pañuelo típico cubriéndole la cabeza, sino que también sabe artes marciales, el uso de las shurikens, andar sobre dos patas que es su medio de tracción mayoritario y es el encargado de hacer sonar la campana de la escuela. Su mayor característica es que no puede ladrar: Su amo, el director, encontró a Hem-Hem cuando era un cachorro, el problema era que ladraba demasiado y este le dijo que nunca podría llegar a ser un perro ninja, por lo que Hem-Hem decidió perder la voz ladrando todos los días por la mañana y la noche. Como resultado solo pudo comunicarse diciendo "hem-hem" por lo que el director decidió llamarlo Hem-Hem. También acompañaba a su amo en las misiones ninja cuando este era joven.

- La Monitora: Es la encargada del comedor donde comen todos. Tiene muy mal carácter pero a su vez es muy buena, siempre y cuando, eso sí, se coman todo lo que hay en el plato. Se caracteriza por gritarles “¡¡no aceptaré sobras!!”.

- Tôbe Shinzaemon : Es un profesor del primer curso de ninjas. Es, además, el que enseña el arte de la espada en la escuela. Es muy hábil y preciso en la lucha, pero a su vez muy tranquilo y frío. Él es muy fuerte pero tiene una gran debilidad: Si no come algo en el día y llega a sentir hambre, perderá todas sus fuerzas y no podrá cargar su espada. Siempre va de morado y con su katana. Es muy extraño en su apariencia: tiene una estrella grabada en la frente y los ojos siempre en blanco, que le da un aire de perpetuo enfado.

- Shadow (Sombra): Es el profesor que menos aparece. Es un ninja con un aspecto sumamente fantasmal y con un rostro permanentemente afligido; va siempre encorvado y vestido de negro y habla muy quedamente, acostumbrando a mover la cabeza en sentido horizontal(a veces se le ha podido ver con fuegos fatuos). Le tiene un asco enorme a cualquier tipo de bicho resbaladizo.

- Kameko Fukutomi: Ella es la hermana menor de Shinbe, pero a pesar de ser pequeña es mucho más inteligente y madura que su hermano mayor.

- Los Ninjas del Castillo del Veneno y Hippo Hieta (Hieta Happossai): Es uno de los principales enemigos de la Escuela de ninjas que siempre les mete en problemas. Su característica es que tiene un cabezón enorme que también asemeja a una máscara de carnaval el cual le hace caer de espaldas cada vez que se ríe. Sus secuaces se identifican por ir vestidos de rojo y gafas de sol rojas.Al igual que en la Escuela de ninjas, en el Castillo del veneno tienen una escuela especial para enseñarle a los niños las técnicas ninjas y así convertirse en secuaces de Hieta.

- El Señor Hiogo III: Es un pirata de montaña. Lo conocieron los niños cuando fueron a buscar una seta por capricho del director. Quería ser pirata pero debido a su pánico al agua, tenía su barco en la montaña. Por suerte, a medida que avance la serie, perderá ese miedo, se echará al mar y se convertirá en un gran pescador.

## Música
- Openings

1. "Yuuki 100%" por Hikaru Genji  (eps. 1-55)
2. "Yuuki 100%" por GENJI Super 5 (eps. 56-807)
3. "Yuuki 100%" por Ya-Ya-Yah (eps. 809-1,253)
4. "Yuuki 100%" por Hey! Say! JUMP (eps. 1,254-)
5. "Yuuki 100%" por NYC

- Endings

1. "Dancing Junk" por Namie Amuro (eps. 1-47)
2. "Don't Mind Namida (No Recuerdes las Lágrimas)" por GENJI Super 5 (eps. 48-60)
3. "Shaking Night" po GENJI Super 5 (eps. 61-168)
4. "Shiihohappo Hijideppo(Primera Versión)" por Junich&JJr (eps. 169-199)
5. "0 grade champion (0 Puntos al Campeón)" por Junich&JJr (eps. 200-265)
6. "Owaranai School Days(Dias de Escuela Interminables)" por Junich&JJr (eps. 266-289)
7. "Koushichai Rarenai" por Junich&JJr (eps. 290-369)
8. "Ninnin Shinobu Tama Ondo" por SAY S (eps. 370-409)
9. "Itsudatte Yell(Grito Eterno)" por Emiri Nakayama (eps. 410-499, 501-504, 506-509, 512-517, 519-522, 524-527, 529-530)
10. "Hemuhemu no Waltz(Vals Hemuhemu)" por HEMUHEMU (episode 500, 505)
11. "Tamae Kaki Uta Shibe we no Dan " por Yuko Bracken(episodes 510, 518, 523, and 528)
12. "Memory and Melody(Memoria y Melodía)" por SPLASH (eps. 531-568)
13. ""Ai ga Ichiban (El Amor es lo Mejor)" por Sayuri Ishikawa (eps. 569-648)
14. ""Shiihohappo Hijideppo(Segunda Versión)"" por Mayumi Hunaki (eps. 649-808)
15. ""Sekai ga Hitotsu ni Naru Made (Cuando el Mundo se Vuelva Uno)" por Ya-Ya-Yah (eps. 809-967)
16. "Kaze (Viento)" por Aya Ueto (eps. 968-1,047)
17. "Oh!Enka" por Kanjani8 (eps. 1,048-1,153)
18. "Ai ni Mukatte" por Kanjani8 (eps. 1,154-1,253)
19. "Yume Shoku" por Hey!Say!Jump! (eps. 1,254-)
20. "Yume no Tane" por NYC

## Películas
La primera película fue Nintama Rantarou (映画 忍たま乱太郎, Eiga Nintama Rantarō?), estrenada el 29 de junio de 1996 por Shochiku.La segunda película Gekijō-ban Anime Nintama Rantarō Ninjutsu Gakuen Zenin Shutsudō! no dan (劇場版アニメ 忍たま乱太郎 忍術学園 全員出動!の段?), fue lanzada el 12 de marzo de 2011 por Warner Bros.
El 3 de julio de 2011, se lanzó una versión cinematográfica de acción real dirigida por Takashi Miike titulada Ninja Kids!!!.El 6 de julio de 2013 se estrenó una secuela, titulada: Ninja Kids!!! Summer Mission Impossible! (en japonés: 忍たま乱太郎 夏休み宿題大作戦! の段,  Nintama Rantarô Natsuyasumi Shukudai Daisakusen! no Dan?) dirigida por Ryuta Tasaki. 
El 20 de diciembre de 2024 se publicó una nueva película titulada: Nintama Rantarō: Invincible Master of the Dokutake Ninja (劇場版 忍たま乱太郎 ドクタケ忍者隊最強の軍師, Gekijōban Nintama Rantaro Dokutake Ninjatai Saikyō no Gunshi?) dirigida por Masaya Fujimori.

## Videojuegos
- Nintama Rantaro (SNES)|Nintama Rantaro (Super Famicom, 1995) [8]
- Nintama Rantaro 2 (Super Famicom, 1996)
- Puzzle Nintama Rantaro: Ninjutsu Gakuen Puzzle Taikai no Dan (Super Famicom, 1996)
- Nintama Rantaro Special (Super Famicom, 1996)
- Nintama Rantaro 3 (Super Famicom, 1997)
- Nintama Rantaro Game Gallery (Nintendo 64, 2000)
- Nintama Rantaro: Nintama no Tame no Ninjutsu Training (Nintendo DS, 2009)
- Nintama Rantarou: Gakunen Taikousen Puzzle! no Dan (Nintendo DS, 2010)
- Nintama Rantarou GB (Game Boy, 1995)
- Puzzle Nintama Rantarou GB (Game Boy, 1996)
- Nintama Rantarou GB: Eawase Challenge Puzzle (Game Boy, 1998)
- Nintama Rantarou: Ninjutsu Gakuen ni Nyuugaku Shiyou no Dan (Game Boy Color, 2001)
- Nintama Game Land (Windows 95, Mac OS Classic, 1997)
- Nintama Rantarou: Gungun no Biru Chinou-Hen (Playdia, 1996)
- Nintama Rantarou: Hajimete Oberu Chishiki-Hen (Playdia, 1996)
- Nintama Rantarou (Sega Pico, 1995)